# Đồi thị
Đồi thị là một cấu trúc gồm hai nửa đối xứng qua đường giữa, nằm trong não của động vật có xương sống. Nó nằm ở giữa vùng vỏ đại não và trung não. Một số các chức năng của đồi thị gồm có: trung chuyển tín hiệu cảm giác và vận động đến vỏ đại não, và điều hòa ý thức, sự ngủ, và sự cảnh giác. Bề mặt trong của hai nửa đồi thị hình thành mặt trên ngoài của não thất thứ ba.